# カール・スターリング
カール・W・スターリング（Carl W. Stalling、1891年11月10日 - 1972年11月29日）はアメリカ合衆国の作曲家。ミズーリ州レキシントン出身。「カール・ストーリング」「カール・W・ストーリング」と表記されることもある。
バッグス・バニーなどのキャラクターが登場する「ルーニー・テューンズ」シリーズを初め、映画会社ワーナー・ブラザースが制作した漫画映画のために書いた伴奏音楽で知られる。最初期のディズニーでも活躍し、ミッキーマウスが主演した最初の2作品、『飛行機狂』（Plane Crazy、1928年）および『ギャロッピン・ガウチョ』（The Gallopin' Gaucho、1928年）に音楽を付けたり、「シリー・シンフォニー」シリーズ第1作『骸骨の踊り』（The Skeleton Dance、1929年）の伴奏音楽を担当したのもスターリングである。「トムとジェリー」シリーズなどメトロ・ゴールドウィン・メイヤー制作の漫画映画に音楽を提供したスコット・ブラッドリーと並び、アメリカン・アニメーションの黄金時代を代表する作曲家である。

## 略歴と作品の特徴
少年時代に映画『大列車強盗』（The Great Train Robbery、1903年）を観て映画関係の仕事に就くことを志したスターリングは、やがてレキシントンの映画館で、1台しかない映写機でフィルムのリール交換を行う間の場つなぎとしてピアノ演奏を行うようになる。
カンザスシティ音楽院（Kansas City Conservatory of Music）でピアノとパイプオルガンを学んだスターリングは、1910年ごろからカンザスシティ近郊の映画館でピアニストを務め、1920年代半ばにはカンザスシティの映画館の楽団でピアノとオルガンおよび指揮を担当するようになる。当時のサイレント映画に伴奏音楽を付けるにあたって、長編映画の場合は楽団が演奏する曲をスターリングが選び、ニュース映画やコメディ、漫画映画などの短編映画の場合は、彼自身がピアノやオルガンで即興演奏を行った。この時期の選曲や即興演奏の経験が、のちに漫画映画の伴奏音楽を作曲するにあたって大いに役立つことになる。
1920年代初頭に、当時カンザスシティで活動していた若き日のウォルト・ディズニーと出会い意気投合する。やがてディズニーはカリフォルニアに移るが、1928年にスターリングのもとを訪れ、その年サイレントとして公開された2本のミッキーマウス映画『飛行機狂』および『ギャロッピン・ガウチョ』をトーキーとして公開するために伴奏音楽を付けることを依頼する。なおミッキーマウスのトーキー第1作『蒸気船ウィリー』（Steamboat Willie、1928年）に音楽を付けたのはスターリングではなく、ディズニーのアニメーターでのちに監督となるウィルフレッド・ジャクソン（Wilfred Jackson）が選曲を行ったとされている。
スターリングはしばらくディズニーのもとで作曲の仕事を続ける。彼とディズニーが、アニメーションと音楽はどちらを先に作るべきかをめぐって議論したことが、音楽を重視した「シリー・シンフォニー」シリーズ誕生のきっかけになったという。1929年にはシリーズ第1作『骸骨の踊り』（The Skeleton Dance）が作られ、スターリングはサン＝サーンスの交響詩『死の舞踏』を編曲した音楽を提供した。
スターリングがディズニー作品で映像と音楽をぴったりシンクロさせることができたのは、当時ウォルト・ディズニーが「バーシート」（bar sheet）と呼ばれる一種の楽譜を使い始めたからである。これは作品全体の時間を1秒1小節として小節割りしたもので、監督は作品内の各シーンが1秒24コマの速度で映写されるフィルムの何コマを使用するかを計算しながら、セリフやギャグのタイミングを設計してバーシートに書き込み、アニメーターや作曲家はバーシートに基づいて各自の作業を進めることができた。スターリングはのちにワーナーに移った後もバーシートによる作曲を続けることになる。
一説によれば、映像と音楽を同期させるために用いられるクリックトラック（click track、フィルムと同期した録音テープに一定のビートが録音されているもので、指揮者や楽団員はこれをイヤフォンで聞きながら伴奏音楽の録音を行う）を発明したのもスターリングとされているが、文献によってはマックス・スタイナーやスコット・ブラッドリーを発明者としているものもある。
スターリングは1930年にディズニーを辞め、ヴァン・ビューレン・スタジオ（Van Beuren Studios）やアブ・アイワークス（Ub Iwerks）のスタジオでしばらく働いた後、1936年にはレオン・シュレジンガー（Leon Schlesinger）をプロデューサーとするワーナーのアニメスタジオで漫画映画の音楽を担当するようになる。
スターリングは1958年に引退するまでワーナー漫画の音楽監督を務め、フリッツ・フリーレング（Friz Freleng）、チャック・ジョーンズ、テックス・アヴェリー、ボブ・クランペット（Bob Clampett）、ロバート・マッキンソン（Robert McKimson）といった監督が制作する「ルーニー・テューンズ」や「メリー・メロディーズ」といったシリーズに、とびきり陽気で滑稽な音楽を提供し続けた。ただしMGM漫画の作曲家スコット・ブラッドリーとは違い、スターリングは全ての伴奏音楽を彼一人で仕上げていた訳ではなく、のちに後継者となるミルト・フランクリン（Milt Franklyn）に編曲を委ねている場合も多い。（1936年から1962年までワーナー漫画のオーケストレーションも担当。）
スターリングの音楽は大編成のスタジオ・オーケストラによって演奏される。音楽的な特徴はMGMのスコット・ブラッドリーに似ていて、基本的曲調はジャズとクラシックを融合させたものだが、ここに童謡、世界各地の民謡、流行歌といった様々なジャンルの音楽が断片的に引用され、そのため同一作品内で曲調がめまぐるしく変化し続ける。他社の作曲家たちとの顕著な違いの1つは、当時の最新ヒット曲からの引用が非常に多いことで、これはワーナーが版権を所有している膨大な数の楽曲を自由に用いることが許されていたからである。また当時のワーナー漫画、とりわけ「メリー・メロディーズ」シリーズは、ワーナーが版権を持つ曲の楽譜やレコードの販売を促進するという、いわば現代のプロモーション・ビデオにあたる役割を担わされていたという事情もある。
曲のタイトルで遊ぶのもスターリング作品の特徴であり、画面に赤い服を着た女性が登場すれば必ず「赤いドレスの女」（The Lady in Red）が流れ、画面で誰かが洞窟に入れば必ず「フィンガルの洞窟」が流れるといった調子で、露骨なまでに場面と曲のタイトルを一致させることが多い。
スターリングはしばしばこうした音楽的な駄洒落を、曲自体の雰囲気とずれた場面で使ってギャグとして機能させている。たとえば食事のシーンでは決って「コーヒーとサンドイッチと君」（A Cup of Coffee, a Sandwich, and You）という曲が流れるのだが、腹を空かせたヨセミテ・サムがダフィー・ダックを食べようとするAlong Came Daffy（1947年）のような作品でこれが流れると、「コーヒーとサンドイッチと君」の「君」の意味するところが恋人ではなく食材になってしまうというブラックジョークになる。ただしこうした遊びは、曲の背景知識を持たない現代の観客には通じないのが難点である。
スターリングはレイモンド・スコット（Raymond Scott）という作曲家の音楽を偏愛してしきりに引用している。スコットの作品が楽音によってまざまざと情景を描写するものであったかららしい。特に「発電所」（Powerhouse）という曲は、『ポーキーのたまご工場』（The Swooner Crooner、1944年）でニワトリがベルトコンベアで運ばれるところなど、機械的な動きを表す場面で頻繁に使われた。詳しくは外部リンク「Who is Raymond Scott?」を参照。
「多様なジャンルの混淆」や「断片的引用の集積」といった特徴を持つスターリング作品は、1990年代にポストモダン音楽として再評価された。この再評価には1990年に発売されたCD The Carl Stalling Project: Music From Warner Bros. Cartoons, 1936−1958 が大いに貢献している。